# Enrique Iglesias/Diskografie
Diese Diskografie ist eine Übersicht über die musikalischen Werke des spanisch-philippinisch-US-amerikanischen Popmusikers Enrique Iglesias. Den Quellenangaben und Schallplattenauszeichnungen zufolge hat er bisher mehr als 67,2 Millionen Tonträger verkauft, davon alleine in seiner Heimat über 2,7 Millionen. Seine erfolgreichste Veröffentlichung ist die Single Bailando mit über acht Millionen verkauften Einheiten.

## Alben

### Studioalben
| Jahr | Titel Musiklabel                     | Höchstplatzierung, Gesamtwochen, AuszeichnungChartplatzierungen (Jahr, Titel, Musiklabel, Platzierungen, Wochen, Auszeichnungen, Anmerkungen) | Höchstplatzierung, Gesamtwochen, AuszeichnungChartplatzierungen (Jahr, Titel, Musiklabel, Platzierungen, Wochen, Auszeichnungen, Anmerkungen) | Höchstplatzierung, Gesamtwochen, AuszeichnungChartplatzierungen (Jahr, Titel, Musiklabel, Platzierungen, Wochen, Auszeichnungen, Anmerkungen) | Höchstplatzierung, Gesamtwochen, AuszeichnungChartplatzierungen (Jahr, Titel, Musiklabel, Platzierungen, Wochen, Auszeichnungen, Anmerkungen) | Höchstplatzierung, Gesamtwochen, AuszeichnungChartplatzierungen (Jahr, Titel, Musiklabel, Platzierungen, Wochen, Auszeichnungen, Anmerkungen) | Höchstplatzierung, Gesamtwochen, AuszeichnungChartplatzierungen (Jahr, Titel, Musiklabel, Platzierungen, Wochen, Auszeichnungen, Anmerkungen) | Höchstplatzierung, Gesamtwochen, AuszeichnungChartplatzierungen (Jahr, Titel, Musiklabel, Platzierungen, Wochen, Auszeichnungen, Anmerkungen) | Anmerkungen                                                   |
| Jahr | Titel Musiklabel                     | DE | AT | CH | UK | US | Latin | ES | Anmerkungen                                                   |
| ---- | ------------------------------------ | --- | --- | --- | --- | --- | --- | --- | ------------------------------------------------------------- |
| 1995 | Enrique Iglesias FonoVisa (FonoVisa) | — | — | — | — | US148 Platin · (18 Wo.)US | Latin1 (100 Wo.)Latin | ES5 ×4Vierfachplatin · (48 Wo.)ES | Erstveröffentlichung: 21. November 1995 Verkäufe: + 6.000.000 |
| 1997 | Vivir FonoVisa (FonoVisa)            | — | — | — | — | US33 Platin · (18 Wo.)US | Latin1 (69 Wo.)Latin | ES3 ×2Doppelplatin · (32 Wo.)ES | Erstveröffentlichung: 28. Januar 1997 Verkäufe: + 6.000.000   |
| 1998 | Cosas del amor FonoVisa (FonoVisa)   | — | — | CH16 (8 Wo.)CH | — | US64 Gold · (16 Wo.)US | Latin1 (68 Wo.)Latin | ES8 Platin · (32 Wo.)ES | Erstveröffentlichung: 22. September 1998 Verkäufe: + 760.000  |
| 1999 | Enrique Interscope Records (UMG)     | DE7 Platin · (49 Wo.)DE | AT12 Gold · (35 Wo.)AT | CH3 Platin · (56 Wo.)CH | UK80 Gold · (5 Wo.)UK | US33 Platin · (49 Wo.)US | — | ES1 ×4Vierfachplatin · (37 Wo.)ES | Erstveröffentlichung: 23. November 1999 Verkäufe: + 3.720.000 |
| 2001 | Escape Interscope Records (UMG)      | DE3 Platin · (44 Wo.)DE | AT6 Gold · (43 Wo.)AT | CH4 ×2Doppelplatin · (46 Wo.)CH | UK1 ×5Fünffachplatin · (87 Wo.)UK | US2 ×3Dreifachplatin · (64 Wo.)US | — | ES3 (16 Wo.)ES | Erstveröffentlichung: 29. Oktober 2001 Verkäufe: + 6.735.000  |
| 2002 | Quizás Universal Latino (UMG)        | — | — | CH41 (6 Wo.)CH | — | US12 Gold · (8 Wo.)US | Latin1 ×4Vierfachplatin · (47 Wo.)Latin | ES1 Platin · (15 Wo.)ES | Erstveröffentlichung: 17. September 2002 Verkäufe: + 640.000  |
| 2003 | 7 Interscope Records (UMG)           | DE27 (8 Wo.)DE | AT48 (3 Wo.)AT | CH11 Gold · (22 Wo.)CH | UK13 Gold · (18 Wo.)UK | US31 (10 Wo.)US | — | ES31 (7 Wo.)ES | Erstveröffentlichung: 24. November 2003 Verkäufe: + 350.000   |
| 2007 | Insomniac Interscope Records (UMG)   | DE14 (13 Wo.)DE | AT14 (12 Wo.)AT | CH8 (38 Wo.)CH | UK3 Gold · (32 Wo.)UK | US17 (16 Wo.)US | — | ES8 (15 Wo.)ES | Erstveröffentlichung: 11. Juni 2007 Verkäufe: + 255.000       |
| 2010 | Euphoria Universal Republic (UMG)    | DE87 (2 Wo.)DE | AT37 (6 Wo.)AT | CH4 (15 Wo.)CH | UK6 Gold · (15 Wo.)UK | US10 (36 Wo.)US | Latin1 ×2Doppelplatin · (81 Wo.)Latin | ES1 Gold · (62 Wo.)ES | Erstveröffentlichung: 2. Juli 2010 Verkäufe: + 507.500        |
| 2014 | Sex and Love Republic Records (UMG)  | DE32 (3 Wo.)DE | AT38 Gold · (1 Wo.)AT | CH23 (18 Wo.)CH | UK11 Silber · (7 Wo.)UK | US8 (40 Wo.)US | Latin1 ×2Doppelplatin · (212 Wo.)Latin | ES1 Platin · (96 Wo.)ES | Erstveröffentlichung: 14. März 2014 Verkäufe: + 889.500       |
| 2021 | Final (Vol. 1) RCA Records (Sony)    | — | — | CH56 (2 Wo.)CH | — | — | Latin12 ×6Sechsfachplatin · (10 Wo.)Latin | ES45 (1 Wo.)ES | Erstveröffentlichung: 17. September 2021 Verkäufe: + 568.000  |
| 2024 | Final (Vol. 2) Sony Latin (Sony)     | — | — | CH40 (1 Wo.)CH | — | — | Latin47 (1 Wo.)Latin | ES26 (4 Wo.)ES | Erstveröffentlichung: 29. März 2024 Verkäufe: + 30.000        |

grau schraffiert: keine Chartdaten aus diesem Jahr verfügbar

### Kompilationen
| Jahr | Titel Musiklabel                                      | Höchstplatzierung, Gesamtwochen, AuszeichnungChartplatzierungen (Jahr, Titel, Musiklabel, Platzierungen, Wochen, Auszeichnungen, Anmerkungen) | Höchstplatzierung, Gesamtwochen, AuszeichnungChartplatzierungen (Jahr, Titel, Musiklabel, Platzierungen, Wochen, Auszeichnungen, Anmerkungen) | Höchstplatzierung, Gesamtwochen, AuszeichnungChartplatzierungen (Jahr, Titel, Musiklabel, Platzierungen, Wochen, Auszeichnungen, Anmerkungen) | Höchstplatzierung, Gesamtwochen, AuszeichnungChartplatzierungen (Jahr, Titel, Musiklabel, Platzierungen, Wochen, Auszeichnungen, Anmerkungen) | Höchstplatzierung, Gesamtwochen, AuszeichnungChartplatzierungen (Jahr, Titel, Musiklabel, Platzierungen, Wochen, Auszeichnungen, Anmerkungen) | Höchstplatzierung, Gesamtwochen, AuszeichnungChartplatzierungen (Jahr, Titel, Musiklabel, Platzierungen, Wochen, Auszeichnungen, Anmerkungen) | Höchstplatzierung, Gesamtwochen, AuszeichnungChartplatzierungen (Jahr, Titel, Musiklabel, Platzierungen, Wochen, Auszeichnungen, Anmerkungen) | Anmerkungen                                                   |
| Jahr | Titel Musiklabel                                      | DE | AT | CH | UK | US | Latin | ES | Anmerkungen                                                   |
| ---- | ----------------------------------------------------- | --- | --- | --- | --- | --- | --- | --- | ------------------------------------------------------------- |
| 1998 | Remixes FonoVisa (FonoVisa)                           | — | — | — | — | — | Latin11 (22 Wo.)Latin | — | Erstveröffentlichung: 5. Mai 1998                             |
| 1999 | Bailamos – Greatest Hits FonoVisa (FonoVisa)          | — | — | — | — | US65 Gold · (22 Wo.)US | Latin1 (49 Wo.)Latin | — | Erstveröffentlichung: 1. Juni 1999 Verkäufe: + 500.000        |
| 1999 | The Best Hits FonoVisa (FonoVisa)                     | — | — | — | — | US175 Gold · (2 Wo.)US | Latin2 (53 Wo.)Latin | — | Erstveröffentlichung: 24. November 1999 Verkäufe: + 500.000   |
| 2008 | Enrique Iglesias: 95/08 éxitos Universal Latino (UMG) | — | — | — | — | US18 (32 Wo.)US | Latin1 ×2Doppelplatin · (81 Wo.)Latin | ES12 (20 Wo.)ES | Erstveröffentlichung: 21. März 2008 Verkäufe: + 200.000       |
| 2008 | Greatest Hits Interscope Records (UMG)                | DE82 (1 Wo.)DE | — | CH24 (22 Wo.)CH | UK3 ×2Doppelplatin · (65 Wo.)UK | US80 (2 Wo.)US | — | — | Erstveröffentlichung: 11. November 2008 Verkäufe: + 1.000.000 |
| 2019 | Greatest Hits (2019) Universal Latino (UMG)           | — | — | — | — | — | Latin17 (261 Wo.)Latin | ES64 (3 Wo.)ES | Erstveröffentlichung: 4. Oktober 2019                         |

grau schraffiert: keine Chartdaten aus diesem Jahr verfügbar

## Singles

### Als Leadmusiker
| Jahr | Titel Album                                                          | Höchstplatzierung, Gesamtwochen, AuszeichnungChartplatzierungen (Jahr, Titel, Album, Platzierungen, Wochen, Auszeichnungen, Anmerkungen) | Höchstplatzierung, Gesamtwochen, AuszeichnungChartplatzierungen (Jahr, Titel, Album, Platzierungen, Wochen, Auszeichnungen, Anmerkungen) | Höchstplatzierung, Gesamtwochen, AuszeichnungChartplatzierungen (Jahr, Titel, Album, Platzierungen, Wochen, Auszeichnungen, Anmerkungen) | Höchstplatzierung, Gesamtwochen, AuszeichnungChartplatzierungen (Jahr, Titel, Album, Platzierungen, Wochen, Auszeichnungen, Anmerkungen) | Höchstplatzierung, Gesamtwochen, AuszeichnungChartplatzierungen (Jahr, Titel, Album, Platzierungen, Wochen, Auszeichnungen, Anmerkungen) | Höchstplatzierung, Gesamtwochen, AuszeichnungChartplatzierungen (Jahr, Titel, Album, Platzierungen, Wochen, Auszeichnungen, Anmerkungen) | Höchstplatzierung, Gesamtwochen, AuszeichnungChartplatzierungen (Jahr, Titel, Album, Platzierungen, Wochen, Auszeichnungen, Anmerkungen) | Anmerkungen |
| Jahr | Titel Album                                                          | DE | AT | CH | UK | US | Latin | ES | Anmerkungen |
| ---- | -------------------------------------------------------------------- | --- | --- | --- | --- | --- | --- | --- | --- |
| 1995 | Si tú te vas Enrique Iglesias                                        | — | — | — | — | — | Latin1 (23 Wo.)Latin | — | Erstveröffentlichung: 14. August 1995                                                                                         |
| 1995 | Experiencia religiosa Enrique Iglesias                               | — | — | — | — | — | Latin1 (16 Wo.)Latin | — | Erstveröffentlichung: 7. Oktober 1995                                                                                         |
| 1996 | Por amarte Enrique Iglesias                                          | — | — | — | — | — | Latin1 (17 Wo.)Latin | — | Erstveröffentlichung: 8. Januar 1996                                                                                          |
| 1996 | No llores por mí Enrique Iglesias                                    | — | — | — | — | — | Latin1 (15 Wo.)Latin | — | Erstveröffentlichung: 27. Mai 1996                                                                                            |
| 1996 | Trapecista Enrique Iglesias                                          | — | — | — | — | — | Latin1 (11 Wo.)Latin | — | Erstveröffentlichung: 19. August 1996                                                                                         |
| 1996 | Enamorado por primera vez Vivir                                      | — | — | — | — | — | Latin1 (14 Wo.)Latin | — | Erstveröffentlichung: 18. November 1996                                                                                       |
| 1997 | Sólo en ti Vivir                                                     | — | — | — | — | — | Latin1 (15 Wo.)Latin | — | Erstveröffentlichung: 26. April 1997                                                                                          |
| 1997 | Miente Vivir                                                         | — | — | — | — | — | Latin1 (14 Wo.)Latin | — | Erstveröffentlichung: 5. Mai 1997                                                                                             |
| 1997 | Revolución Vivir                                                     | — | — | — | — | — | Latin6 (9 Wo.)Latin | — | Erstveröffentlichung: 21. Oktober 1997                                                                                        |
| 1997 | Lluvia cae Vivir                                                     | — | — | — | — | — | Latin3 (11 Wo.)Latin | — | Erstveröffentlichung: 21. Dezember 1997                                                                                       |
| 1998 | Al despertar Vivir                                                   | — | — | — | — | — | Latin11 (7 Wo.)Latin | — | Erstveröffentlichung: 23. März 1998                                                                                           |
| 1998 | Esperanza Cosas del amor                                             | — | — | — | — | — | Latin1 (26 Wo.)Latin | — | Erstveröffentlichung: 13. Juli 1998                                                                                           |
| 1998 | Nunca te olvidaré Cosas del amor                                     | — | — | — | — | — | Latin1 (25 Wo.)Latin | — | Erstveröffentlichung: 23. November 1998                                                                                       |
| 1999 | Bailamos Enrique                                                     | DE10 (14 Wo.)DE | AT20 (9 Wo.)AT | CH8 (22 Wo.)CH | UK4 Gold · (13 Wo.)UK | US1 (20 Wo.)US | Latin1 (25 Wo.)Latin | ES1 Gold · (23 Wo.)ES | Erstveröffentlichung: 15. Februar 1999                                                                                        |
| 1999 | Rhythm Divine / Ritmo total Enrique                                  | DE24 (14 Wo.)DE | AT26 (11 Wo.)AT | CH11 (30 Wo.)CH | UK45 (2 Wo.)UK | US28 (17 Wo.)US | Latin1 (18 Wo.)Latin | ES1 (7 Wo.)ES | Erstveröffentlichung: 8. Juli 1999                                                                                            |
| 2000 | You’re My Number One Enrique                                         | — | — | — | — | — | — | — | Erstveröffentlichung: 5. Januar 2000 feat. Alsou                                                                              |
| 2000 | Be with You / Solo me importas tu Enrique                            | DE20 (12 Wo.)DE | AT26 (9 Wo.)AT | CH21 (24 Wo.)CH | — | US1 (20 Wo.)US | Latin2 (20 Wo.)Latin | ES4 (7 Wo.)ES | Erstveröffentlichung: 21. Mai 2000                                                                                            |
| 2000 | Could I Have This Kiss Forever? Enrique / Whitney: The Greatest Hits | DE5 Gold · (18 Wo.)DE | AT8 (20 Wo.)AT | CH1 Gold · (26 Wo.)CH | UK7 (8 Wo.)UK | US52 (19 Wo.)US | — | ES4 (5 Wo.)ES | Erstveröffentlichung: 20. Juni 2000 mit Whitney Houston                                                                       |
| 2000 | Sad Eyes Enrique                                                     | — | — | CH43 (9 Wo.)CH | — | — | — | — | Erstveröffentlichung: 27. September 2000                                                                                      |
| 2001 | Hero / Héroe Escape                                                  | DE3 Gold · (23 Wo.)DE | AT3 Gold · (23 Wo.)AT | CH1 Platin · (29 Wo.)CH | UK1 ×2Doppelplatin · (33 Wo.)UK | US3 (34 Wo.)US | Latin1 (27 Wo.)Latin | ES1 (12 Wo.)ES | Erstveröffentlichung: 3. September 2001                                                                                       |
| 2002 | Escape / Escapar Escape                                              | DE6 (15 Wo.)DE | AT5 (16 Wo.)AT | CH11 (25 Wo.)CH | UK3 Gold · (20 Wo.)UK | US12 (20 Wo.)US | Latin2 (20 Wo.)Latin | ES9 (5 Wo.)ES | Erstveröffentlichung: 23. Januar 2002                                                                                         |
| 2002 | Don’t Turn Off the Lights Escape                                     | — | — | — | — | — | — | — | Erstveröffentlichung: 20. Mai 2002                                                                                            |
| 2002 | Love to See You Cry Escape                                           | DE53 (9 Wo.)DE | AT55 (12 Wo.)AT | CH35 (21 Wo.)CH | UK12 (17 Wo.)UK | — | — | ES19 (1 Wo.)ES | Erstveröffentlichung: 3. Juni 2002                                                                                            |
| 2002 | Mentiroso Quizás                                                     | — | — | — | — | — | Latin1 (18 Wo.)Latin | — | Erstveröffentlichung: 22. Juli 2002                                                                                           |
| 2002 | Quizás                                                               | — | — | — | — | — | Latin1 (23 Wo.)Latin | — | Erstveröffentlichung: 14. Oktober 2002                                                                                        |
| 2002 | Maybe Escape                                                         | DE62 (9 Wo.)DE | — | CH44 (11 Wo.)CH | UK12 (10 Wo.)UK | — | — | — | Erstveröffentlichung: 10. November 2002                                                                                       |
| 2003 | Para que la vida Quizás                                              | — | — | — | — | — | Latin1 (18 Wo.)Latin | — | Erstveröffentlichung: 6. Januar 2003                                                                                          |
| 2003 | To Love a Woman Escape / Encore                                      | DE52 (8 Wo.)DE | AT50 (6 Wo.)AT | CH14 (12 Wo.)CH | UK19 (4 Wo.)UK | — | — | — | Erstveröffentlichung: 7. April 2003 mit Lionel Richie                                                                         |
| 2003 | Addicted / Adicto 7                                                  | DE31 (8 Wo.)DE | AT51 (4 Wo.)AT | CH34 (8 Wo.)CH | UK11 (13 Wo.)UK | — | Latin9 (13 Wo.)Latin | — | Erstveröffentlichung: 13. Juli 2003                                                                                           |
| 2004 | Not in Love 7                                                        | DE14 (14 Wo.)DE | AT36 (10 Wo.)AT | CH14 (16 Wo.)CH | UK5 (9 Wo.)UK | — | Latin37 (6 Wo.)Latin | — | Erstveröffentlichung: 7. Februar 2004 feat. Kelis                                                                             |
| 2007 | Do You Know? (The Ping Pong Song) / Dímelo Insomniac                 | DE6 Gold · (17 Wo.)DE | AT8 (20 Wo.)AT | CH4 (45 Wo.)CH | UK3 Gold · (22 Wo.)UK | US21 (20 Wo.)US | Latin1 (31 Wo.)Latin | — | Erstveröffentlichung: 7. März 2007                                                                                            |
| 2007 | Somebody’s Me Insomniac                                              | — | — | — | — | — | Latin4 (22 Wo.)Latin | — | Erstveröffentlichung: 3. Juli 2007                                                                                            |
| 2007 | Tired of Being Sorry Insomniac / Électron Libre                      | DE46 (5 Wo.)DE | — | CH6* (30 Wo.)CH | UK20 (9 Wo.)UK | — | — | — | Erstveröffentlichung: 17. August 2007 * mit Nâdiya                                                                            |
| 2008 | ¿Dónde están corazón? Enrique Iglesias: 95/08 Exitos                 | — | — | — | — | — | Latin1 (35 Wo.)Latin | — | Erstveröffentlichung: 21. Januar 2008                                                                                         |
| 2008 | Push Insomniac                                                       | — | — | — | — | — | — | — | Erstveröffentlichung: 14. Februar 2008 feat. Lil Wayne                                                                        |
| 2008 | Can You Hear Me Greatest Hits                                        | DE14 (9 Wo.)DE | AT17 (12 Wo.)AT | CH2 (23 Wo.)CH | — | — | — | — | Erstveröffentlichung: 13. Juni 2008                                                                                           |
| 2008 | Lloro por ti Enrique Iglesias: 95/08 Exitos                          | — | — | — | — | US91 (1 Wo.)US | Latin1 (50 Wo.)Latin | — | Erstveröffentlichung: 12. Juli 2008 Remix feat. Wisin y Yandel                                                                |
| 2008 | Away Greatest Hits                                                   | — | — | — | — | — | — | — | Erstveröffentlichung: 11. November 2008 feat. Sean Garrett                                                                    |
| 2009 | Takin’ Back My Love Greatest Hits                                    | DE9* (12 Wo.)DE | AT19* (14 Wo.)AT | CH23 (14 Wo.)CH | UK12 Silber · (22 Wo.)UK | — | — | — | Erstveröffentlichung: 12. Januar 2009 feat. Ciara / * feat. Sarah Connor                                                      |
| 2010 | Cuando me enamoro Euphoria                                           | — | — | — | — | US89 (5 Wo.)US | Latin1 (43 Wo.)Latin | ES6 ×2Doppelplatin · (50 Wo.)ES | Erstveröffentlichung: 26. April 2010 feat. Juan Luis Guerra                                                                   |
| 2010 | I Like It Euphoria                                                   | DE10 Gold · (27 Wo.)DE | AT6 Gold · (29 Wo.)AT | CH6 Gold · (19 Wo.)CH | UK4 Platin · (21 Wo.)UK | US4 ×3Dreifachplatin · (38 Wo.)US | Latin2 (20 Wo.)Latin | ES4 Platin · (39 Wo.)ES | Erstveröffentlichung: 3. Mai 2010 feat. Pitbull; Verkäufe: 5.581.400                                                          |
| 2010 | Heartbeat Euphoria / Killer Love                                     | — | — | — | UK8 Silber · (11 Wo.)UK | — | — | — | Erstveröffentlichung: 30. September 2010 mit Nicole Scherzinger                                                               |
| 2010 | No me digas que no (Remix) Euphoria                                  | — | — | — | — | — | Latin1 (20 Wo.)Latin | — | Erstveröffentlichung: 19. Oktober 2010 feat. Wisin & Yandel                                                                   |
| 2010 | Tonight (I’m Fuckin’ You / I’m Lovin’ You) Euphoria                  | DE12 Gold · (19 Wo.)DE | AT6 Gold · (31 Wo.)AT | CH4 (18 Wo.)CH | UK5 Gold · (25 Wo.)UK | US4 ×2Doppelplatin · (25 Wo.)US | Latin10 (20 Wo.)Latin | ES2 Gold · (30 Wo.)ES | Erstveröffentlichung: 22. November 2010 feat. Ludacris & DJ Frank E                                                           |
| 2011 | Dirty Dancer (Remix) Euphoria / Versus                               | DE15 (13 Wo.)DE | AT14 (14 Wo.)AT | CH30 (12 Wo.)CH | UK21 (7 Wo.)UK | US18 Gold · (12 Wo.)US | — | ES20 (7 Wo.)ES | Erstveröffentlichung: 9. Mai 2011 mit Usher & Lil Wayne                                                                       |
| 2011 | Ayer Euphoria                                                        | — | — | — | — | — | Latin3 (20 Wo.)Latin | — | Erstveröffentlichung: 23. Mai 2011                                                                                            |
| 2011 | I Like How It Feels Sex and Love                                     | — | — | — | — | US74 (3 Wo.)US | — | ES14 (20 Wo.)ES | Erstveröffentlichung: 4. Oktober 2011 feat. Pitbull & The WAV.s                                                               |
| 2012 | Finally Found You Sex and Love                                       | — | — | — | — | US24 Gold · (14 Wo.)US | — | ES31 (7 Wo.)ES | Erstveröffentlichung: 20. September 2012 feat. Sammy Adams                                                                    |
| 2013 | Turn the Night Up Sex and Love                                       | — | — | — | — | US61 (6 Wo.)US | — | ES41 (3 Wo.)ES | Erstveröffentlichung: 30. Juli 2013                                                                                           |
| 2013 | Loco Sex and Love                                                    | — | — | — | — | US80 (4 Wo.)US | Latin1 (29 Wo.)Latin | ES1 ×2Doppelplatin · (60 Wo.)ES | Erstveröffentlichung: 24. August 2013 feat. Romeo Santos                                                                      |
| 2013 | Heart Attack Sex and Love                                            | — | — | — | — | US88 (2 Wo.)US | — | — | Erstveröffentlichung: 17. September 2013                                                                                      |
| 2013 | El perdedor Sex and Love                                             | — | — | — | — | US85 (1 Wo.)US | Latin1 (41 Wo.)Latin | ES— GoldES | Erstveröffentlichung: 8. November 2013 feat. Marco Antonio Solís                                                              |
| 2014 | I’m a Freak Sex and Love                                             | DE56 (5 Wo.)DE | AT39 (5 Wo.)AT | — | UK4 Silber · (16 Wo.)UK | — | — | ES17 (13 Wo.)ES | Erstveröffentlichung: 14. Januar 2014 feat. Pitbull                                                                           |
| 2014 | Bailando Sex and Love                                                | DE31 Gold · (27 Wo.)DE | AT42 (21 Wo.)AT | CH4 Platin · (73 Wo.)CH | UK75 Platin · (1 Wo.)UK | US12 ×4Vierfachplatin · (30 Wo.)US | Latin5 (53 Wo.)Latin | ES1 ×8×4Achtfachplatin + Vierfachplatin (Streaming) · (86 Wo.)ES                                                                         | Erstveröffentlichung: 28. April 2014 feat. Descemer Bueno & Gente de Zona; Remix zusätzlich mit Sean Paul Verkäufe: 8.190.000 |
| 2014 | There Goes My Baby Sex and Love                                      | — | — | — | UK50 (5 Wo.)UK | — | — | — | Erstveröffentlichung: 2. Juni 2014 feat. Flo Rida                                                                             |
| 2014 | Let Me Be Your Lover Sex and Love                                    | — | — | — | — | — | — | — | Erstveröffentlichung: 24. November 2014 feat. Pitbull                                                                         |
| 2015 | El perdón Final (Vol. 1) / Fénix                                     | DE8 ×3Dreifachgold · (36 Wo.)DE | AT9 Gold · (32 Wo.)AT | CH1 ×3Dreifachplatin · (64 Wo.)CH | UK— SilberUK | US56 (30 Wo.)US | Latin1 ×2×7Doppeldiamant + Siebenfachplatin · (58 Wo.)Latin                                                                              | ES1 ×6Sechsfachplatin · (70 Wo.)ES | Erstveröffentlichung: 6. Februar 2015 mit Nicky Jam                                                                           |
| 2015 | Noche y de día Sex and Love                                          | — | — | — | — | — | Latin27 (20 Wo.)Latin | ES5 ×2Doppelplatin + Platin (Streaming) · (18 Wo.)ES                                                                                     | Erstveröffentlichung: 1. April 2015 feat. Yandel & Juan Magán                                                                 |
| 2016 | Duele el corazón Final (Vol. 1)                                      | DE13 Gold · (23 Wo.)DE | AT6 Gold · (26 Wo.)AT | CH1 (54 Wo.)CH | UK— SilberUK | US82 (8 Wo.)US | Latin1 ×2Diamant + Doppelplatin · (36 Wo.)Latin                                                                                          | ES1 ×6Sechsfachplatin · (50 Wo.)ES | Erstveröffentlichung: 18. April 2016 feat. Wisin / feat. Tinashe & Javada                                                     |
| 2017 | Súbeme la radio Final (Vol. 1)                                       | DE15 Platin · (29 Wo.)DE | AT7 Platin · (28 Wo.)AT | CH3 ×4Vierfachplatin · (39 Wo.)CH | UK10* Platin · (14 Wo.)UK | US81 (9 Wo.)US | Latin2 ×4Vierfachplatin · (28 Wo.)Latin                                                                                                  | ES1 ×5Fünffachplatin · (30 Wo.)ES | Erstveröffentlichung: 24. Februar 2017 feat. Descemer Bueno & Zion y Lennox /* feat. Sean Paul & Matt Terry                   |
| 2018 | El baño Final (Vol. 1)                                               | — | — | CH21 Gold · (17 Wo.)CH | — | US98 (1 Wo.)US | Latin8 (21 Wo.)Latin | ES2 ×2Doppelplatin · (26 Wo.)ES | Erstveröffentlichung: 12. Januar 2018 feat. Bad Bunny                                                                         |
| 2018 | Nos fuimos lejos –                                                   | — | — | — | — | US— PlatinUS | — | — | Erstveröffentlichung: 6. April 2018 mit Descemer Bueno feat. El Micha                                                         |
| 2018 | Move to Miami Final (Vol. 1)                                         | — | — | CH81 (1 Wo.)CH | — | — | — | ES91 (2 Wo.)ES | Erstveröffentlichung: 3. Mai 2018 feat. Pitbull                                                                               |
| 2018 | I Don’t Dance (Without You) –                                        | — | — | — | — | — | — | — | Erstveröffentlichung: 27. Juli 2018 mit Matoma feat. Konshens                                                                 |
| 2019 | Después que te perdí –                                               | — | — | — | — | — | Latin27 (10 Wo.)Latin | — | Erstveröffentlichung: 13. März 2019 mit Jon Z                                                                                 |
| 2021 | Me pasé Final (Vol. 1)                                               | — | — | CH75 (1 Wo.)CH | — | — | Latin15 (20 Wo.)Latin | ES74 Gold · (8 Wo.)ES | Erstveröffentlichung: 2. Juli 2021 feat. Farruko                                                                              |
| 2021 | Pendejo Final (Vol. 1)                                               | — | — | — | — | — | Latin33 (1 Wo.)Latin | — | Erstveröffentlichung: 17. September 2021                                                                                      |
| 2022 | Espacio en Tu Corazón Final (Vol. 2)                                 | — | — | — | — | — | — | — | Erstveröffentlichung: 28. März 2022                                                                                           |
| 2023 | Asi Es La Vida Final (Vol. 2)                                        | — | — | — | — | — | Latin— ×3DreifachplatinLatin | ES25 ×2Doppelplatin · (43 Wo.)ES | Erstveröffentlichung: 28. September 2023 mit Maria Becerra                                                                    |
| 2024 | Fría Final (Vol. 2)                                                  | — | — | — | — | — | — | — | Erstveröffentlichung: 31. Januar 2024 feat. Yotuel                                                                            |
| 2024 | Space in My Heart Final (Vol. 2)                                     | — | — | — | — | — | — | — | Erstveröffentlichung: 22. Februar 2024 feat. Miranda Lambert                                                                  |
| 2024 | Fría (Remix) –                                                       | — | — | — | — | — | — | ES— GoldES | Erstveröffentlichung: 19. April 2024 feat. Yotuel & Yng Lvcas                                                                 |
| 2024 | Espacio en Tu Corazón (Remix) –                                      | — | — | — | — | — | — | — | Erstveröffentlichung: 28. März 2024 feat. Ana Mena                                                                            |
| 2025 | Space in My Heart –                                                  | — | — | — | — | — | — | — | Erstveröffentlichung: 13. Juni 2025                                                                                           |
| 2025 | Tamo bien –                                                          | — | — | — | — | — | — | — | Erstveröffentlichung: 5. März 2025 mit Pitbull & Iamchino                                                                     |

grau schraffiert: keine Chartdaten aus diesem Jahr verfügbar

### Als Gastmusiker
| Jahr | Titel Album                     | Höchstplatzierung, Gesamtwochen, AuszeichnungChartplatzierungen (Jahr, Titel, Album, Platzierungen, Wochen, Auszeichnungen, Anmerkungen) | Höchstplatzierung, Gesamtwochen, AuszeichnungChartplatzierungen (Jahr, Titel, Album, Platzierungen, Wochen, Auszeichnungen, Anmerkungen) | Höchstplatzierung, Gesamtwochen, AuszeichnungChartplatzierungen (Jahr, Titel, Album, Platzierungen, Wochen, Auszeichnungen, Anmerkungen) | Höchstplatzierung, Gesamtwochen, AuszeichnungChartplatzierungen (Jahr, Titel, Album, Platzierungen, Wochen, Auszeichnungen, Anmerkungen) | Höchstplatzierung, Gesamtwochen, AuszeichnungChartplatzierungen (Jahr, Titel, Album, Platzierungen, Wochen, Auszeichnungen, Anmerkungen) | Höchstplatzierung, Gesamtwochen, AuszeichnungChartplatzierungen (Jahr, Titel, Album, Platzierungen, Wochen, Auszeichnungen, Anmerkungen) | Höchstplatzierung, Gesamtwochen, AuszeichnungChartplatzierungen (Jahr, Titel, Album, Platzierungen, Wochen, Auszeichnungen, Anmerkungen) | Anmerkungen                                                                        |
| Jahr | Titel Album                     | DE | AT | CH | UK | US | Latin | ES | Anmerkungen                                                                        |
| ---- | ------------------------------- | --- | --- | --- | --- | --- | --- | --- | ---------------------------------------------------------------------------------- |
| 2010 | We Are the World 25 For Haiti – | — | — | — | UK50 (1 Wo.)UK | US2 (5 Wo.)US | — | — | Erstveröffentlichung: 12. Februar 2010 als Teil von Artists for Haiti              |
| 2012 | Naked The Night the Sun Came Up | — | — | — | — | US99 (1 Wo.)US | — | — | Erstveröffentlichung: 20. Dezember 2011 Dev feat. Enrique Iglesias                 |
| 2016 | Messin’ Around Climate Change   | — | — | — | — | US64 Gold · (8 Wo.)US | — | ES49 (1 Wo.)ES | Erstveröffentlichung: 8. April 2016 Pitbull feat. Enrique Iglesias                 |
| 2016 | Don’t You Need Somebody –       | — | — | CH19 Gold · (17 Wo.)CH | — | — | — | ES18 (16 Wo.)ES | Erstveröffentlichung: 20. Mai 2016 RedOne feat. R. City, Shaggy, Serayah & Enrique |
| 2020 | Fútbol y Rumba Emmanuel         | — | — | CH96 (1 Wo.)CH | — | — | Latin8 (15 Wo.)Latin | ES6 Platin · (13 Wo.)ES | Erstveröffentlichung: 28. Mai 2020 Anuel AA feat. Enrique Iglesias                 |

## Statistik

### Chartauswertung
|                     | DE    | AT    | CH     | UK    | US     | Latin        | ES     |
| ------------------- | ----- | ----- | ------ | ----- | ------ | ------------ | ------ |
| Nummer-eins-Alben   | DE—DE | AT—AT | CH—CH  | UK1UK | US—US  | Latin8Latin  | ES4ES  |
| Top-10-Alben        | DE2DE | AT1AT | CH4CH  | UK4UK | US3US  | Latin9Latin  | ES9ES  |
| Alben in den Charts | DE7DE | AT6AT | CH11CH | UK7UK | US14US | Latin13Latin | ES13ES |

|                       | DE     | AT     | CH     | UK     | US     | Latin        | ES     |
| --------------------- | ------ | ------ | ------ | ------ | ------ | ------------ | ------ |
| Nummer-eins-Singles   | DE—DE  | AT—AT  | CH4CH  | UK1UK  | US2US  | Latin25Latin | ES7ES  |
| Top-10-Singles        | DE8DE  | AT8AT  | CH12CH | UK10UK | US6US  | Latin37Latin | ES16ES |
| Singles in den Charts | DE21DE | AT21AT | CH27CH | UK23UK | US26US | Latin42Latin | ES27ES |

### Auszeichnungen für Musikverkäufe
| Land/RegionAuszeichnungen für Musikverkäufe (Land/Region, Auszeichnungen, Verkäufe, Quellen) | Silber     | Gold         | Platin         | Diamant       | Verkäufe    | Quellen                                                        |
| -------------------------------------------------------------------------------------------- | ---------- | ------------ | -------------- | ------------- | ----------- | -------------------------------------------------------------- |
| Argentinien (CAPIF)                                                                          | —          | 2× Gold2     | 4× Platin4     | —             | 230.000     | capif.org.ar AR2                                               |
| Australien (ARIA)                                                                            | —          | 6× Gold6     | 20× Platin20   | —             | 1.610.000   | aria.com.au                                                    |
| Belgien (BRMA)                                                                               | —          | 9× Gold9     | 4× Platin4     | —             | 315.000     | ultratop.be                                                    |
| Brasilien (PMB)                                                                              | —          | 7× Gold7     | 4× Platin4     | 3× Diamant3   | 1.260.000   | pro-musicabr.org.br                                            |
| Chile (IFPI)                                                                                 | —          | —            | 7× Platin7     | —             | 280.000     | profovi.cl                                                     |
| Dänemark (IFPI)                                                                              | —          | 10× Gold10   | 6× Platin6     | —             | 537.500     | ifpi.dk                                                        |
| Deutschland (BVMI)                                                                           | —          | 8× Gold8     | 6× Platin6     | —             | 3.700.000   | musikindustrie.de                                              |
| Ecuador (SOPROFON)                                                                           | —          | —            | 3× Platin3     | —             | 18.000      | Einzelnachweise                                                |
| Europa (IFPI)                                                                                | —          | —            | 5× Platin5     | —             | (5.000.000) | ifpi.org (Memento vom 1. Januar 2014 im Internet Archive)      |
| Finnland (IFPI)                                                                              | —          | Gold1        | —              | —             | 5.440       | ifpi.fi                                                        |
| Frankreich (SNEP)                                                                            | 2× Silber2 | 5× Gold5     | —              | 2× Diamant2   | 1.876.266   | infodisc.fr snepmusique.com                                    |
| Golf-Kooperationsrat (IFPI)                                                                  | —          | —            | Platin1        | —             | 6.000       | ifpi.org                                                       |
| Griechenland (IFPI)                                                                          | —          | Gold1        | —              | —             | 15.000      | ifpi.gr                                                        |
| Indien (IMI)                                                                                 | —          | —            | Platin1        | —             | 6.000       | Einzelnachweise                                                |
| Irland (IRMA)                                                                                | —          | —            | 3× Platin3     | —             | 45.000      | irishcharts.ie                                                 |
| Italien (FIMI)                                                                               | —          | 5× Gold5     | 30× Platin30   | —             | 1.635.000   | fimi.it                                                        |
| Kanada (MC)                                                                                  | —          | 4× Gold4     | 27× Platin27   | —             | 2.540.000   | musiccanada.com                                                |
| Kolumbien (ASINCOL)                                                                          | —          | Gold1        | Platin1        | —             | 30.000      | Einzelnachweise                                                |
| Mexiko (AMPROFON)                                                                            | —          | 12× Gold12   | 17× Platin17   | 18× Diamant18 | 7.085.000   | amprofon.com.mx                                                |
| Neuseeland (RMNZ)                                                                            | —          | 6× Gold6     | 8× Platin8     | —             | 195.000     | aotearoamusiccharts.co.nz NZ2                                  |
| Niederlande (NVPI)                                                                           | —          | 3× Gold3     | 4× Platin4     | —             | 275.000     | nvpi.nl                                                        |
| Norwegen (IFPI)                                                                              | —          | 3× Gold3     | 2× Platin2     | —             | 125.000     | ifpi.no (Memento vom 5. November 2012 im Internet Archive) NO2 |
| Österreich (IFPI)                                                                            | —          | 9× Gold9     | Platin1        | —             | 172.500     | ifpi.at                                                        |
| Peru (UNIMPRO)                                                                               | —          | —            | 3× Platin3     | —             | 18.000      | Einzelnachweise                                                |
| Polen (ZPAV)                                                                                 | —          | 4× Gold4     | 9× Platin9     | 4× Diamant4   | 820.000     | olis.pl                                                        |
| Portugal (AFP)                                                                               | —          | Gold1        | 3× Platin3     | —             | 40.000      | Einzelnachweise                                                |
| Russland (NFPF)                                                                              | —          | 3× Gold3     | 5× Platin5     | —             | 220.000     | 2m-online.ru                                                   |
| Schweden (IFPI)                                                                              | —          | 3× Gold3     | 20× Platin20   | —             | 815.000     | sverigetopplistan.se                                           |
| Schweiz (IFPI)                                                                               | —          | 6× Gold6     | 12× Platin12   | —             | 440.000     | hitparade.ch                                                   |
| Singapur (RIAS)                                                                              | —          | 2× Gold2     | —              | —             | 10.000      | rias.org.sg                                                    |
| Spanien (Promusicae)                                                                         | —          | 9× Gold9     | 57× Platin57   | —             | 3.225.000   | elportaldemusica.es promusicae.es                              |
| Südafrika (RISA)                                                                             | —          | Gold1        | —              | —             | 25.000      | mi2n.com                                                       |
| Taiwan (RIT)                                                                                 | —          | —            | Platin1        | —             | 50.000      | Einzelnachweise                                                |
| Ungarn (MAHASZ)                                                                              | —          | Gold1        | 2× Platin2     | —             | 33.000      | slagerlistak.hu                                                |
| Uruguay (CUD)                                                                                | —          | —            | 2× Platin2     | —             | 12.000      | cudisco.org                                                    |
| Vereinigte Staaten (RIAA)                                                                    | —          | 8× Gold8     | 49× Platin49   | 3× Diamant3   | 24.270.000  | riaa.com                                                       |
| Vereinigtes Königreich (BPI)                                                                 | 6× Silber6 | 8× Gold8     | 12× Platin12   | —             | 8.160.000   | bpi.co.uk                                                      |
| Insgesamt                                                                                    | 8× Silber8 | 138× Gold138 | 329× Platin329 | 30× Diamant30 |             |                                                                |